# Горяньково
Горя́ньково — деревня в Кстовском районе Нижегородской области. Входит в состав Запрудновского сельсовета.

## Название
Одной из наиболее вероятных версий происхождения названия деревни является наименование селения по его владельцу — Горяинову.
О происхождении названия существуют и различные народные легенды: например, одна из них гласит, что наименование селения связано со словом «гореть» и закрепилось в народной памяти из-за частых пожаров в деревне.
Другая легенда восходит к способу расчистки первыми поселенцами территории от леса под пашни (подсечно-огневая система земледелия). Это примитивная система земледелия, при которой поле для посева расчищалось с помощью вырубки и сжигания леса. Однако такой принцип ведения хозяйства был достаточно распространён на участках, заросших лесом и пригодных для сельскохозяйственного использования, вплоть до XIX века и не являлся чем-то из ряда вон выходящим, особенно при освоении новых земель. Это приводит к мысли, что вряд ли населённый пункт мог получить название по обычному для того времени способу освоения территории.

## Географическое положение
Расположена в 3 км к востоку от села Запрудное по федеральной трассе М7 (Москва — Нижний Новгород — Казань — Уфа). Высота центра деревни над уровнем моря 157 м.
Расстояние по автодороге до районного центра Кстово — 23 км, до центра муниципального образования села Запрудное — 3 км. Ближайшие населённые пункты — Запрудное, Варварское, Голошубиха.

## История
Деревня Горяньково известна с XVII века. После изгнания из-под Москвы войск королевича Владислава и заключения Деулинского перемирия с Польшей, новоизбранный царь Михаил Фёдорович Романов стал раздавать поместья участникам обороны Москвы. Так, служилый немец Замятня Горяинов (в других источниках Мятня Горяйников) получил земли в Закудемском стане, в число которых вошли Кувардино, Горяньково, Семенищи и другие. Уже с 1623 года эти земли упоминаются как владения «Горяинова».

## Население
По данным переписи 2002 года, в деревне проживало 57 человек (26 мужчин и 31 женщина). По данным переписи 2010 года, в деревне проживало 20 человек (4 мужчины и 16 женщин).
| 2002 | 2010 |
| ---- | ---- |
| 57   | ↘20  |

## Известные люди
В деревне Горяньково родился и вырос Гогин Михаил Иванович — Герой Социалистического Труда.

## Улицы
- Садовая
- переулок Берёзовый
- переулок Зелёный
- переулок Дачный